# آنتون استش
آنتون استش (انگلیسی: Anton Stach؛ زادهٔ ۱۵ نوامبر ۱۹۹۸) بازیکن فوتبال اهل آلمان است.
وی همچنین در تیم‌های ملی فوتبال زیر ۲۱ سال آلمان و زیر ۲۳ سال آلمان بازی کرده‌است.